# Corinna andina
Corinna andina là một loài nhện trong họ Corinnidae.
Loài này thuộc chi Corinna. Corinna andina được Eugène Simon miêu tả năm 1898.